# The Baby Huey Show
The Baby Huey Show es una serie de televisión animada que se distribuyó durante las temporadas de televisión 1994-1995 y 1995-1996.  El programa contó con el personaje de Famous Studios/Harvey Comics , Baby Huey.  Se produjeron 26 episodios mediante la combinación de viejos dibujos animados teatrales de Famous Studios y nuevos cortos para televisión. Estas fueron las primeras caricaturas de Baby Huey desde la caricatura teatral de 1959 " Huey's Father's Day".
La primera temporada fue producida por Carbunkle Cartoons, una compañía que hizo animación en episodios seleccionados de The Ren and Stimpy Show para las temporadas uno y dos. Cada episodio generalmente constaba de un nuevo corto de 8 minutos seguido de dos Harveytoons clásicos (el primero con Herman y Katnip y el segundo con Baby Huey) y un clip de otro Harveytoon clásico.
La segunda temporada fue producida por Film Roman y, por lo tanto, tuvo diferentes escritores y directores (entre ellos Pat Ventura). Joe Alaskey fue elegido para el papel principal, en lugar de la estrella original Sid Raymond de la primera temporada que había originado la voz en 1949. Además de un nuevo corto de Baby Huey, cada episodio contenía una viñeta sin acreditar de "Richie Rich Gems", con Richie Rich en apariciones especiales de Reggie, Tiny, Pee-Wee, Freckles, Cadbury, Professor Keenbean, Gloria y Dollar. Una caricatura de televisión de Baby Huey de la primera temporada también se retransmitió durante cada episodio de la segunda temporada. Cada episodio también contenía una caricatura teatral de Baby Huey o Herman y Katnip de Famous Studios.

## Trama
Un pato bebé grande y tonto causa estragos en aquellos con los que entra en contacto, ya que sus intentos de ayudar o jugar tienen consecuencias divertidas. Huey a menudo no se da cuenta de los estragos que está causando, manteniendo la inocencia incluso cuando un zorro hambriento intenta, y falla, comerlo.

## Actores de doblaje

### Voces principales
- Sid Raymond como Baby Huey (temporada 1)
- Joe Alaskey como Baby Huey (temporada 2)
- Michael Sicoly como Papa (temporada 1)
- Kevin Schon como papá (temporada 2)
- Billy West como Fox (temporada 1), voces adicionales
- Greg Burson como Fox (temporada 2)
- Maxine Miller como mamá (temporada 1)
- Russi Taylor como mamá (temporada 2)

### Voces adicionales
- Orlando Ashley (temporada 2)
- Kathleen Barr (temporada 1)
- Nancy Casalese (temporada 1)
- Garry Chalk (temporada 1)
- Mandy Cumbie (temporada 1)
- Phil Hayes
- Matt Hill (temporada 1)
- Bob Jacques (temporada 1)
- Terry Klassen (temporada 1)
- Scott McNeil (temporada 1)
- Rob Marson (temporada 1)
- John Payne (temporada 1)
- Thurl Ravenscroft (temporada 2)
- Will Ryan (temporada 1)[5]